# موكيلي مبيمبي

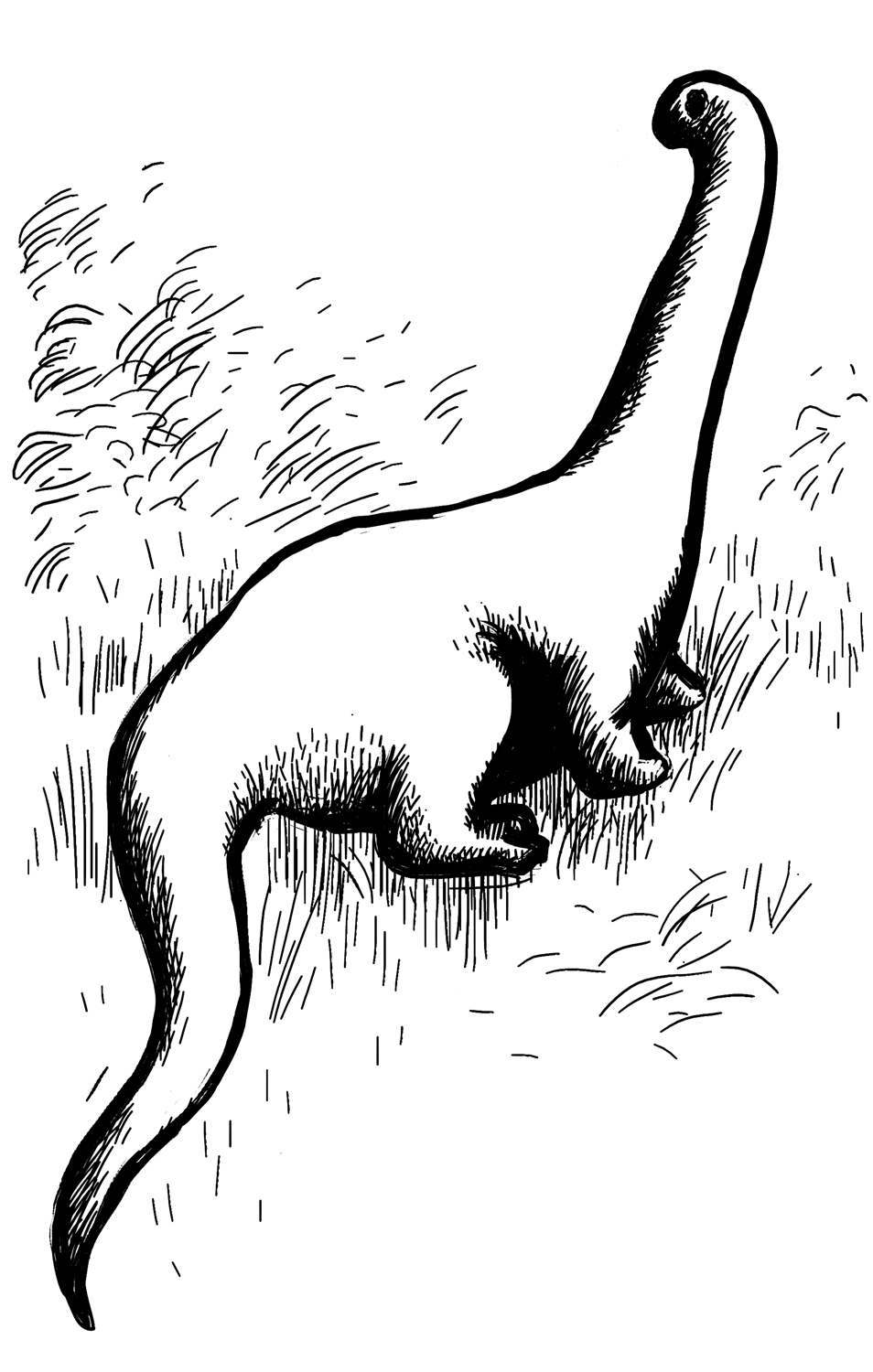
رسم لموكيلي مبيمبي

موكيلي مبيمبي Mokèlé-mbèmbé (وتعني «الذي يوقف تدفق الأنهار» بلغة لينغالا ) هو مخلوق مائي أسطوري في فلكلور حوض نهر الكونغو، ويوصف أحيانا بأنه كائن حي، وأحيانا بأنه كائن روحي، وهي يقابل وحش لوخ نيس في الثقافة الغربية. يزعم باحثو الحيوانات الخفية أنه ديناصور صوروبودا. لقي الكائن اهتمام الناس منذ بداية القرن العشرين، وعكس اهتمام الناس بالديناصورات، وطرح البعض نظرية أن الديناصورات ما تزال موجودة في أفريقيا. 
تم إرسال العديد من البعثات للبحث عن أدلة بوجود المخلوق ولكن دون جدوى، وتمت تغطية الموضوع في عدد من الكتب والوثائقيات التلفزيونية. يرى العالم الشكوكي روبرت تود كارول عدم صحة الأمر، لأنه بعد مائتي سنة من التقارير التي تتحدث عنه، فلم يقم أحد بتصوير المخلوق أو يعطي دليلا ملموسا على وجوده. يظهر موكيلي مبيمبيي في العديد من الأعمال الأدبية في الثقافة الشعبية.

## نظرة عامة
وفقا لتقاليد حوض نهر الكونغو، فإن موكيلي مبيمبي هو عاشب كبير الحجم. يقال أنه يعيش في بحيرة تيلي والمناطق المحيطة بها، وهو يفضل المياه العميقة، كما تروي الحكايات أنه يفضل العيش في منعطفات الأنهار.
تختلف أوصاف موكيلي مبيمبي، حيث تقول بعض الحكايات أنجسده يشبه الفيل، وله عنق وذيل طويلين ورأس صغير، وهو وصف مشابه لمخلوقات صوروبود المنقرضة، بينما تصفه حكايات أخرى بأنه يشبه الفيل أو الخرتيت أو أحد الحيوانات الأخرى المعروفة. كما يوصف بأنه رمادي أو بني اللون. هناك حكايات أخرى، مثل الموجودة في شعب بوها، تصفه بأنه روح وليس كائنا من لحم ودم.
في الوثائقي «كونغو» الذي أنتجته بي بي سي مع محطة ديسكفري عام 2001، أجريت مقابلات مع عدد أفراد القبائل الذين تعرفوا على صور وحيد القرن بأنها موكيلي مبيمبي لا يعيش وحيد القرن الأفريقي في حوض الكونغو، لهذا يعتقد أن الكائن مزيج من الميثولوجيا والذاكرة الشعبية من زمن كان فيه وحيد القرن يعيش في المنطقة.

## التاريخ

### 1909: غراتز
وفقا لسجل الملازم بول غراتز عام 1909، فقد تكلمت حكايات السكان في حوض نهر الكونغو في منطقة زامبيا الحالية عن مخلوق يسميه السكان المحليون باسم نسانغا، والذي يعيش في منطقة بحيرة بانغويولو. وصف غراتز المخلوق بأنه يشبه التماسيح ولكن لا حراشف له، وكانت له مخالب. وكان هذا أقدم مصدر يربط الأسطورة بالديناصورات، كما دار النقاش بأنه يصف مخلوقا يشبه موكيلي مبيمبي. قال غراتز أن السكان أروه جلدا مدبوغا قالوا أنه يخص المخلوق، وذلك عندما كان في جزيرة مباوالا. على أنه لم ينشر السجل إلا بعد عدة سنوات.

### 1909: هاغنباك
في نفس السنة أيضا ذكر مخلوق مشابه في كتاب «وحوش ورجال»، وهو سيرة ذاتية للصياد الشهير كارل هاغنباك. وزعم أنه سمع من عدة مصادر مستقلة عن مخلوق يعيش في منطقة الكونغو يوصف بأنه «نصف فيل ونصف تنين». كما سمع هاغنباك حكايات مشابهة من عالم الطبيعيات جوزف مينغس عن حيوان يعتقد أنه يعيش في أفريقيا يقال أنه يشبه الديناصورات، وهو قريب من البرونتوصور. وذكر هاغنباك نقلا عن باحث آخر يدعى هانز شومبورك أن الأخير لاحظ ندرة أفراس النهر في بحيرة بانغويولو؛ وأخبره المرشدون المحليون أن البحيرة بها مخلوق كبير يقتل أفراس النهر؛ إلا أن شومبورك لم يرى أن كلام السكان موثوق به.
تبعت تلك التقارير ضجة صغيرة في الإعلام، وكتبت الصحف في أوروبا وأمريكا الشمالية عدة مقالات عن الموضوع في السنتين التاليتين؛ ومنها ما أخذ التقارير بجدية، ومنها ما كان مشككا.

### 1913: فون شتاين
هناك تقرير آخر أتى من كتابات النقيب الألماني فراير فون شتاين زو لاوسنيتز، الذي أمر بإجراء مسح لمستعمرة الكاميرون عام 1913. وسمع حكايات عن زاحف عملاق يعيش في الأدغال، كما وضع وصفا للمخلوق في تقريره الرسمي. وذكر ويلي لي أن فون شتاين صاغ تقريره بحذر شديد، فقد كان يعرف أنه قد لا يصدقه أحد. إلا أنه رأي أن الحكايات قابلة للتصديق، حيث رواها له مرشدون محليون اعتبرهم ثقة، كما سمعها من مصادر مستقلة، وأغلبها ذكرت نفس التفاصيل. لم ينشر تقرير فون شتاين رسميا، ونشرت أجزاء منه في كتب لاحقة، ومنها كتاب ويلي لي عام 1959. وذكر فون شتاين في التقرير:

### 1927: سميث
في عام 1927، نشر ألفريد ألويسيوس سميث مذكراته في كتاب بعنوان «التاجر هورن»، وعمل سميث مع شركة تجارية بريطانية في منطقة الغابون الحالية في أواخر القرن التاسع عشر. يذكر سميث الحكايات التي رواها له السكان والمستكشفون عن مخلوق له اسمان مختلفان: «جاغو نيني» و «أمالي»، وكان عملاقا ويترك آثرا ضخمة لها ثلاثة مخالب وبحجم المقلاة. وزعم أن المخلوق يعثر على العاج في مقابر الأفيال،  كما زعم أنه نزع بالإزميل قطعة من جدار كهف عليها رسم أمالي وأهداها إلى يوليسيس غرانت.

### 1939: فون نولده
في عام 1939 نشرت المجلة الاستعمارية ألمانية (في أنغولا) رسالة من الآنسة إلسا فون نولده، التي أكدت أنا سمعت عن حيوان يدعى كويي يا مينيا (أسد الماء) من عدة شهود من الأفارقة والمستوطنين. ووصفت شكله بأنه ذو عنق طويل ويعيش في الأنهار، ويماثل حجمه فرس النهر إن لم يكن أكبر. وكان يعرف عنه أنه يهاجم أفراس النهر، بل حتى أنه يذهب إلى اليابسة ليهجم عليها، رغم أنه لا يأكلها.

### 1966: رايدل
في أغسطس أو سبتمبر 1966، أخذ إيفان ريدل صورة لأثر قدم عملاق به ثلاث أصابع شمال شرق لوبومو، إذ يعرف عن أفراس النهر أن لها أربع أصابع.

### رحلات باول وماكال
في عام 1960 قام عالم الزواحف جيمس باول الابن بتنظيم حملة إلى زائير، ليقوم بها عام 1972، إلا أن البعثة ألغيت بسبب التعقيدات القانونية. قام باول بتسوية المشاكل القانونية عام 1976 واتجه نحو الغابون، وكان قد تأثر بكتاب «التاجر هورن» بقلم ألفريد سميث، وحصل على الدعم المالي من نادي المستكشفين. ورغم أن هدفه الأساسي كان دراسة التماسيح، فقد قرر أيضا أن يدرس موكيلي مبيمبي.
سمع باول من شهود عن حيوان يدعى «نيامالا» أو «جاغو نيني» والذي رأى باول أنه نفس الحيوان «أمالي» الذي ذكره سميث في كتابه عام 1920. أكد السكان المحليون (دون أن يسألهم باول) أنه يأكل نبات ليانا، وهو ما ذكره النقيب فون شتاين. وعندما أراهم باول صور حيوانات عديدة، الحي منها والمنقرض، ذكر أغلبهم أن ديبلودوكوس هو أقربهم في الشكل للحيوان.
عاد باول إلى المنطقة بعد ثلاثة أعوام، وزعم أنه سمع حكايات أخرى عن نيامالا من أفارقة آخرين. كما تواصل مع مبشر أمريكي هناك يدعى يوجين توماس، والذي عرف باول على شهود إضافيين. رأى باول أن نيامالا هو نفسه موكيلي مبيمبي. وذكر الشهود أنه كان نباتيا، إلا أنه كان مخيفا وعرف عنه مهاجمة الزوارق التي تقترب منه.
تقابل القس يوجين توماس من أوهايو مع جيمس باول وروي ماكلل عام 1979 وأخبرهم عن قصة حول قتل ما يعتقد أنه موكيلي مبيمبي قرب بحيرة تيلي عام 1959. كان توماس مبشرا وخدم في الكونغو منذ العام 1955، وجمع العديد من الأدلة والتقارير، وزعم أنه تواجه مع المخلوق مرتين. وقال أن أفراد قبيلة بانغومبي الذين عاشوا قرب بحيرة تيلي بنوا سياجا مسننا قرب النهر ليمنعوا موكيلي مبيمبي من التدخل في صيدهم. تمكن أحدهم من اختراق السياج رغم أنه أصيب بجروح خطيرة، وتمكن السكان في النهاية من قتله. ذكر توماس أن اثنين من البيغمي قلدا صوت المخلوق وهو يحتضر. تمت إقامة وليمة لاحقا احتفالا بقتل المخلوق، وتم طبخ وأكل أجزاء من الحيوان. إلا أن من شارك في الوليمة مات لاحقا، إما بسبب تسمم غذائي أو لأسباب طبيعية. وقال توماس أن تلك الحادثة كانت السبب في وجود الهالة السحرية المحيطة بالمخلوق. وكذلك سمع ماكال في بداية الثمانينات عن شهود ان آثار السياج ما زالت في مكانها.
انطلق باول في رحلته الثالثة في فبراير 1980 ورافقه روي ماكال. قرر الاثنان الاتجاه نحو شمال الكونغو قرب نهر ليكوالا أو هيرب وبحيرة تيلي المعزولة. وحتى ذلك العام لم يتم استكشاف الإقليم جيدا ولم توضع خرائط له، ولم تصل البعثة إلى بحيرة تيلي. قابل الفريق أناسا قالوا أنهم رأوا المخلوق وكان طوله بين 15-30 قدم (4.5-9 متر)، وكان له رأس وعنق أفعى وله ذيل طويل، وكان له جسد فرس نهر ولكن أكثر انتفاخا. وعندما أروهم صور عدة حيوانات أشاروا إلى صورة سوروبود. أجرى ماكال وباول لقاءات قبل البعثة وبعدها في البرنامج التلفزيوني «العالم الغامض» مع آرثر سي كلارك.
انطلق روي ماكال في بعثة مع جاك بريان في أواخر السنة التالية. وكان من المفترض أن يرافقهما هرمان ريغوسترز، إلا أنه اختلف معهم في المصاريف والمعدات والقيادة، فقرروا فصل البعثة إلى اثنتين. لم يتمكن ماكال مجددا من الوصول إلى بحيرة تيلي، إلا أنه جمع معلومات عن حيوانات أخرى غير مؤكدة الوجود وديناصورات يشتبه أنها ما تزال باقية. ومن بين من رافقوه في الحملة ريتشارد غرينويل، جاستين ويلكينسون، وعالم الحيوانات الكونغولي مارسيلين أغناغنا.
وصف غرينويل ما بدا أنه مواجهة قريبة مع المخلوق. حيث كانوا قرب أحد الأنهار وسمعوا صوت رش مياه قوي، وقال أنه سمع ضجة عالية في الخامسة صباحا. أكد غرينويل أن الضجة أحدثها كائن حي لا يشبه صوته التمساح أو فرس النهر. وذكر أن المواجهة حدثت في منعطف نهري، حيث قال السكان أن موكيلي مبيمبي يفضل العيش هناك بسبب مياهه العميقة.
نشر ماكال كتابه عن الرحلة عام 1987، وفصل فيها أحداث الرحلة واستنتاجاته بشأن موكيلي مبيمبي. حاول ماكال أن يؤمن التمويل للقيام برحلة أخرى إلى أفريقيا دون نجاح.

### 1981: ريغوسترز
قاد المهندس الأمريكي هرمان ريغوسترز حملته الخاصة بعد أن اختلف مع ماكال وبريان، وانطلق بالتزامن مع حملتهما. وصل ريغوسترز مع زوجته كاي إلى بحيرة تيلي وبقيا هناك لأسبوعين. ومن بين ثلاثين فردا في الحملة (الثمانية والعشرون الآخرون كانوا من قبيلة بوها)، وزعم هرمان وزوجته أنهما شاهدا شيئا ذا عنق طويل في البحيرة. وزعما أنهما حاولا تصوير المخلوق، إلا أن الحرارة والرطوبة أتلفت الفيلم. الصورة الوحيدة التي نشرت تظهر شيئا كبيرا وغير محدد في البحيرة. رجع ريغوسترز من الحملة بفضلات وقوالب لآثار أقدام، والتي رأى أنها تعود للمخلوق. كما نشر تسجيلا صوتيا يظهر به صوت يشبه الزئير، والذي يعتقد أنه صادر من موكيلي مبيمبي تم إرسال التسجيل ليتم التدقيق به، ولكن النتيجة لم تكن حاسمة. ألا أن ماكال لم يوافق على استنتاج ريغوسترز، وقال أن الصوت لا يخص موكيلي مبيمبي لأنه لا صوت له، بل يخص كائنا آخر غير مؤكد هو إيميلا نتوكا.

### 1983: أغناغنا
قاد عالم الأحياء الكونغولي مارسيلين أغناغنا حملة إلى بحيرة تيلي. زعم أغناغنا أنه رأى المخلوق بأم عينه لنحو عشرين دقيقة. وحاول تصويره بكاميرا الفيلم إلا أنه قال أنه نسي أن ينزع غطاء العدسة لشدة حماسته. ثم زعم في لقاء آخر أن عملية التصوير فشلت لسبب آخر هو أن جهز الكاميرا سوبر 8 ملمتر بشكل خاطئ، حيث وضع عدسة ماكرو بدل تيليفوتو.

### 1985: نوجنت
في ديسمبر 1985 رأى الكاتب روري نوجنت حركة غير منتظمة للمياه في بحيرة تيلي على بعد كيلومتر من موقعه في الشاطئ. زعم أن شكله كان منحنيا ويحدث ضجة في الماء. وعندما أراد أن يضع القارب في الماء ليستطلع الأمر نصحه المواطنون ألا يقترب. وكتب نوجنت أنهم يعتبرون المخلوق إلها، وقالوا له «لا يمكنك الاقتراب، ولكنه سيقترب منك إن أراد». أخذ نوجنت بعض الصور، إلا أنها غير واضحة.

### 1985 – 1986: العملية كونغو
في ديسمبر 1985، قام أربعة شبان إنجليز بحملة سميت «العملية كونغو» وقادهم شاب يدعى وليام غيبونز. ووظفوا معهم أغناغنا ليأخذهم إلى بحيرة تيلي، إلا أنهم لم يجدوا المخلوق. إلا أن الرجال الإنجليز قالوا أن أغناغنا كذب عليهم وخدعهم وسرق أفلامهم ومعداتهم وحرض الحمالين عليهم. ورفعوا شكوى ضده، وحكمت محكمة كونغولية بأن يعيد أغناغنا ما أخذه منهم.
لم تعثر الحملة على دليل على وجود المخلوق، إلا أنهم عثروا على نوع جديد من القرود هو سعدان المنجبي المتوج Cerocebus galeritus وأخذوا عينات لأسماك وحشرات.

### 1986: بوترفيغ
في عام 1986، قام عالم الأحياء الهولندي رونالد بوترفيغ برحلة مع ثلاثة من مواطنيه. وكان بوترفيغ قد قام بأبحاث من قبل في الغابات الاستوائية، كما عمل لاحقا في عدة دول أفريقية وعاش فيها. دخلت الحملة حوض الكونغو من نهر أوبانغي من بانغي عاصمة جمهورية أفريقيا الوسطى، ووصلوا إلى بحيرة تيلي رغم الصعوبات مع مرشدين من قرية بوها، ومنهم من رافق ريغوسترز. بقي الرجال في البحيرة لثلاثة أيام فقط قبل عودتهم، إذ أن التصريح الذي حصلوا عليه من السلطات المحلية كان مؤقتا، وبهذا بقوا قرب البحيرة قدر ما أمكنهم ليراقبوها جيدا، ولم يلحظ الفريق وجود أي حيوان غريب.
في طريق العودة، اعتقلهم عالم الأحياء أغناغنا وفريقه عندما مروا بقرية إمبفوندو، وكان الأخير قد عاد لتوه من رحلة عملية الكونغو. وقال أغناغنا أن سبب اعتقالهم هو أنهم لم يمتلكوا الأوراق القانونية. استمر الاعتقال لفترة قصيرة وتمت مصادرة أفلامهم قبل أن يغادروا البلاد عبر نهر أوبانغي.
لم يعثر الفريق على أي إشارة على وجود المخلوق. عثروا على آثار ومخلفات الفيلة والغوريلات والتماسيح. كما لم يعثر المرشدون الأفارقة على أي أثر للمخلوق أو يزعم أي منهم أنه رآه بعينه أو رأى آثاره. من الملاحظ أن الذين رافقوا ريغوسترز أيضا لم يذكروا أنهم رأوا المخلوق، رغم أن ريغوسترز نفسه زعم أنه رآه.
حظيت الحملة باهتمام الإعلام الهولندي بين عامي 1985 و1987.

### 1988: البعثة اليابانية
أرسلت بعثة يابانية إلى المنطقة عام 1988، قادها المسول عن البرية الكونغولي جوزيه بورج. وفي عام 1992 نشر فريق البعثة فيديو زعموا أنه للمخلوق.[إخفاق التحقق] وكانوا وقتها يصورون لقطات جوية من طائرة صغيرة فوق بحيرة تيلي، لأخذ لقطات لوضعها في الوثائقي، ولاحظ المصور حركة في الماء، وجاهد ليحافظ على ثبات الصورة. تم التقاط ما قدره 15 ثانية، وشكك البعض في أن الشيء إما كان رجلين على زورق أو فيل يسبح.

### 1989: أوهانلون
سافر الكاتب البريطاني ريدموند أوهانلون إلى المنطقة عام 1989 ولم ينجح في العثور على الكائن، بل حتى السكان المحليين الذين قابلهم قالوا أن موكيلي مبيمبي هو روح وليس كائنا حيا، وأن وجوده هو قصة مختلقة. نشر مذكرات رحلته في مجلة غرانتا العدد 39 وفي كتابه «رحلة الكونغو» (بريطانيا، 1996) والذي نشر في الولايات المتحدة باسم «لا رحمة» عام 1997.

### 1992: العملية كونغو 2
انطلق وليام غيبونز في رحلة ثانية عام 1992 واتي أسماها «العملية كونغو 2» ورحل معه روري نوجنت. استكشف غيبونز ثلثي نهر باي مع بحيرتي فولوكوو وتيبيكي، واللتان يعتقد أن موكيلي مبيمبي موجود بهما أيضا. لم تعثر الحملة على دليل قاطع على وجود المخلوق، إلا أن الفريق قام بتوثيق الأساطير المحلية وأخذ نوجنت صورتين لشيء غير واضح في الماء، وزعم أن إحداها لرأس المخلوق.

### 2000: حملة الكونغو الألفية
في يناير 2000 انطلقت حملة الكونغو الألفية (أو دينو 2000) وضمت مستكشفين مثل أندرو ساندرسون، آدم دافيس، كيث تاونلي، والسويدي يان أوفه سوندبرغ وخمسة آخرين. (كان آدام دافيس قد تحدث عن موكيلي مبيمبي على بي بي سي عام 2001).

### 2000: غيبونز
في نوفمبر 2000، بدأ وليام غيبونز بحثا تمهيديا في الكاميرون تمهيدا لرحلته التالية. ورافقه ديفد ويتزيل والمصورة إيلينا دوغان. كان غيبونز يزور إحدى قبائل البيغمي، وسمع عن حيوان له قرن يدعى نغوبو. وأكد له البيغمي أنه ليس خرتيتا عاديا لأن له أكثر من قرن، وقال أحدهم أن له ستة قرون. كما زعم أحد شيوخ القبيلة أن أباه قتل أحدها برمح منذ سنين. ذكر السكان أنها كانت تتناقص من الغابة ولم يعد العثور عليها سهلا. عرّف غيبونز الحيوان بأنه ستيراكوصور، إلا أن المشكلة ليست في أنه منقرضا فحسب، بل أن موطنه الوحيد المعروف كان أمريكا الشمالية.

### 2001: كريبتوسافاري/بي سي إس سي سي
تم التجهيز لبعثة مشتركة في فبراير 2001 بين جمعية كريبتوسافاري ونادي الكريبتوزولوجيا العلمي في كولومبيا البريطانية، وسافر فريق إلى الكاميرون يتألف من وليام غيبونز، سكوت نورمان، جون كيرك والكاتب روبرت مولين. وكان مرشدهم رجل يدعى بيير سيما نوتشيغيني، كما رافقهم فريق تصوير من البي بي سي. لم يعثر الفريق على دليل على وجود المخلوق.

### 2001: بي بي سي كونغو
في عام 2001، أذاعت البي بي سي السلسلة الوثائقية «كونغو»، وعرضت مجموعة من المقابلات مع أفراد من قبيلة أكا من البيغمي، الذين عرفوا موكيلي مبيمبي مع الخرتيت الأبيض عندما شاهدوا الصور في كتيب عن الحيوانات البرية.

### 2006: مارسي
في يناير 2006، رحل ميلت مارسي إلى نهر ديا في الكاميرون قرب الحدود الكونغولية. ورافقه بيتر بيتش وروب مولين وبيير سيما. تحدث الفريق مع شهود زعموا أنهم شاهدوا موكيلي مبيمبي قبل يومين، إلا أنهم لم يجدوا الحيوان بأنفسهم، ولكنهم عادوا بقالب جص لما يعتقدون أنه أثر قدم موكيلي مبيمبي.

### 2006: دليل فايس للترحال
في عام 2006 ارتحل ديفد تشو عبر جمهورية الكونغو للبحث عن المخلوق لصالح مجلة فايس. لم ينجح الفريق بالعثور على الحيوان وحولوا جهودهم نحو طقوس مرشديهم من البيغمي.

### 2009: رحلة الوحش
في مارس 2009 صورت محطة هيستوري حلقة من برنامج رحلة الوحش MonsterQuest تضمنت وليام غيبون وروب مولين والمرشد المحلي بيير سيما، مع اثنين من الفنيين من شركة وايت وولف للإنتاج. ودارت أحداثها في الكاميرون في أنهار دجا، وبومبا، ونكوغو. قرب الحدود مع جمهورية الكونغو. عرضت الحلقة في صيف 2009، وتضمنت لقاء مع روي ماكال بالإضافة إلى بيتر بيتش من بعثة ميلت مارسي عام 2006. لم يتم تسجيل مشاهدات، إلا أن الفريق عثر على دليل بوجود كهف كبير تحت الأرض وبه ممرات هوائية، كما سجلت قراءات السونار وجود أشكال أفعوانية طويلة تحت الماء.

### 2011: صياد الوحوش
في مارس 2011 عرضت محطة ناشيبونال جيوغرافيك حلقة من برنامج صياد الوحوش تضمنت بحثا عن موكيلي مبيمبي في حوض الكونغو.

### 2012: حملة نيوماك
في أبريل 2012 بدأ سيفن ماكولاه وسام نيوتن حملة تمويل لبعثة نحو الكونغو للبحث عن المخلوق. ورغم أن الحملة جمعت 29,000 دولار إلا أنها واجهت صعوبات مالية وتم إلغاؤها بعد وصولها إلى الكونغو في يوليو من تلك السنة.

## في الكريبتوزولوجيا
يرى عالم الحيوانات الخفية ويلي لي، أنه ورغم وجود أدلة كافية تقترح وجود حيوان ضخم وخطير يختبئ في مياه أواسط أفريقيا، إلا أن مجموع هذه الأدلة غير كافي لوضع استنتاج واقعي عن ماهية هذا الحيوان.
ذكر عالم الأحياء روي ماكال، الذي سافر في رحلتين غير ناجحتين للبحث عن المخلوق، أنه لا يحتمل أن يكون ثديا أو برمائيا، ما يترك الخيار الوحيد الممكن أن يكون زاحفا. يجادل ماكال أن الإغوانا أو سحلية الورل هي أقرب الكائنات شكلا لموكيلي مبيمبي، إلا أن حجمه الكبير الذي يقال أنه يتراوح بين 15-30 قدم (4.5-9 متر) يجعله يتجاوز أي زاحف موجود الآن. يرى ماكال أن وصفه يشابه ديناصور صوروبودا صغير.
كما يرى ماكال أن وجود كائنات غير مكتشفة من بقايا الصوروبودا هو ممكن لأن هناك أماكن كثيرة من الإقليم غير مأهولة أو مستكشفة، وكذلك لأن حيوانات كبيرة مثل الفيلة تعيش في المناطق المفتوحة وكذلك في الأدغال الكثيفة.
ولكن هناك علماء آخرون يرفضون فكرة وجوده. يقول العالمان دانيال لوكستون ودونالد بروثيرو أن فكرة موكيلي مبيمبي التي تصورها علماء الحيوانات الخفية مبنية على أفكار قديمة عن الديناصورات من بدايات القرن العشرين. فعلى سبيل المثال، لم تعش ديناصورات الصوروبودا في أراضي المستنقعات أو تتغذي على النباتات المائية، بل عاشت في أراضي الغابات التي تكون جافة في مواسم من السنة وتغذت على المخروطيات والسيكاديات. وبهذا فالمشاهدات لم تكن لصوروبودا حقيقية بل وضعت لتناسب شهادات الشهود المبهمة. ويجادل لوكستون وبروثيرو بأن أي صوروبودا حديثة ستترك وراءها هياكل عظمية كغيرها من الحيوانات الأخرى، كما أن السجلات الأحفورية الضخمة عن أفريقيا ستظهر عظام ديناصورات أصغر من 65 مليون سنة. وغياب مثل هذه الأدلة رغم مرور قرون على الاحتكاك الغربي بالقارة وعديد البعثات إلى المنطقة لا يدعم فكرة وجوده. كما أن فشل المراقبة الجوية وصور الأقمار الصناعية في ملاحظة هذه الكائنات الكبيرة في مقابل ملاحظتها لحيوانات كبيرة أخرى كالفيلة هو حجة أخرى ضد وجود موكيلي مبيمبي.

## في الثقافة الشعبية
استلهمت عدة أفلام من أسطورة موكيلي مبيمبي. منها فيلم «طفل: سر الأسطورة المفقودة» (1985) من بطولة وليام كات، وفيلم «مشروع الديناصور» (2012) من بطولة ريتشارد ديلان.
في مايو 2013 أصدرت الفرقة النرويجية Sturle Dagsland أغنية بعنوان موكيلي مبيمبي.
تدور رواية «صيادو الغوامض» Cryptid Hunters بقلم رولاند سميث حول البحث عن موكيلي مبيمبي ونجاحها بإحضار بيضتين من أدغال الكونغو، حيث ماتت الحيوانات البالغة قبلها.

## بيبلوغرافيا
- Clark، Jerome (1993). Unexplained! 347 Strange Sightings, Incredible Occurrences, and Puzzling Physical Phenomena. Visible Ink Press. ISBN:0-8103-9436-7.{{استشهاد بكتاب}}:  صيانة الاستشهاد: ref duplicates default (link)
- Coleman، Loren (2003). The Field Guide to Lake Monsters, Sea Serpents, and Other Mystery Denizens of the Deep. New York: Jeremy P. Tarcher. ISBN:1-58542-252-5.{{استشهاد بكتاب}}:  صيانة الاستشهاد: ref duplicates default (link)
- Gibbons, William J., Missionaries And Monsters; Coachwhip Publications, 2006
- Leal, M. E., 2004. The African rainforest during the Last Glacial Maximum, an archipelago of forests in a sea of grass; Wageningen: Wageningen University: ISBN 90-8504-037-X
- Ley، Willy (1966). Exotic Zoology  [لغات أخرى]‏. New York: Capricorn Books.{{استشهاد بكتاب}}:  صيانة الاستشهاد: ref duplicates default (link) (trade paperback edition)
- Mackal، Roy P. (1987). A Living Dinosaur? In Search of Mokele-Mbembe. E.J. Brill. ISBN:90-04-08543-2.{{استشهاد بكتاب}}:  صيانة الاستشهاد: ref duplicates default (link)
- Ndanga, Alfred Jean-Paul (2000) 'Réflexion sur une légende de Bayanga: le Mokele-mbembe', in Zo, 3, 39-45.
- Nugent، Rory (1993). Drums along the Congo: on the trail of Mokele-Mbembe, the last living dinosaur. Boston: Houghton Mifflin. ISBN:0-395-58707-7.{{استشهاد بكتاب}}:  صيانة الاستشهاد: ref duplicates default (link)
- Redmond O'Hanlon, No Mercy: A Journey Into the Heart of the Congo, 1997
- Regusters, H.A.(1982) Mokele - Mbembe: an investigation into rumors concerning a strange animal in the Republic of the Congo, 1981 (Munger Africana library notes, vol. 64). Pasadena: California Institute of Technology (CIT). http://www.cryptoarchives.com/1900/1980/1981-regusters.pdf
- Shuker, Karl P.N.  [لغات أخرى]‏, In Search of Prehistoric Survivors. London: Blandford, 1995: ISBN 0-7137-2469-2
- Sjögren, Bengt, Berömda vidunder, Settern, 1980, ISBN 91-7586-023-6 (بالسويدية)

## وصلات خارجية
- African Pygmies عن ثقافة وأساطير البيغمي في حوض نهر الكونغو
- Episode 43 - "Crypt O’ Zoology: Dinosaurs in Africa!" حلقة من البرنامج الإذاعي Monster Talk به مقابلة مع الدكتور دونالد بورثيرو حول مشاركته في حملة «رحلة الوحوش» عام 2009 للعثور على موكيلي مبيمبي.
- Prothero، Donald (22 يونيو 2011). "A Living Dinosaur in the Congo? (Part 1)". Skepticblog.org. مؤرشف من الأصل في 2020-06-15. {{استشهاد ويب}}: الوسيط غير المعروف |accessتاريخ= تم تجاهله (مساعدة)
- Prothero، Donald (29 يونيو 2011). "A Living Dinosaur in the Congo? (Part 2)". Skepticblog.org. مؤرشف من الأصل في 2020-10-24. {{استشهاد ويب}}: الوسيط غير المعروف |accessتاريخ= تم تجاهله (مساعدة)